# Piscicide
Een piscicide is een chemische stof die giftig is voor vissen. Pisciciden worden gebruikt als chemisch bestrijdingsmiddel (biocide) bij het uitroeien van bepaalde dominante, parasiterende of invasieve soorten, of het doden van enkele of alle vissen in een water, soms om vervolgens andere soorten uit te kunnen zetten.
Bekende pisciciden zijn niclosamide, rotenon en antimycine-A.